# 모리사토촌
모리사토촌(盛里村)은 야마나시현 미나미쓰루군에 있던 촌이다. 현재의 쓰루시 동부에 해당한다.

## 역사
- 1875년 1월 9일 - 쓰루군 3개 촌이 합병해 모리사토촌이 성립하였다.
- 1878년 7월 1일 - 군구정촌편직법에 의해, 미나미쓰루군에 소속되었다.
- 1889년 7월 1일 - 정촌제 시행에 의해 모리사토촌이 단독으로 지자체를 형성하였다.
- 1954년 4월 29일 - 야무라정, 가세이촌, 다카라촌, 히가시카쓰라촌과 합병해 쓰루시가 성립하여, 동일 모리사토촌은 폐지되었다.

## 참고문헌
- 角川日本地名大辞典 19 山梨県
- 都留市郷土研究会 (2012년 3월), 《都留市地名事典》 다음 글자 무시됨: ‘和書’ (도움말)
- 清水正賢 (2004년 3월). “「盛里地域の地名」”. 《郡内研究》 (都留市郷土研究会) (14).
- 都留市教育委員会, 편집. (1990). 《目で見る都留市の歴史》. レオンプリント社. 다음 글자 무시됨: ‘和書’ (도움말)
- 内藤恭義; 羽田富士男 (1975). 《都留市歴史資料集（一）》. 佐野印刷. 다음 글자 무시됨: ‘和書’ (도움말)
- 都留市史編纂委員会, 편집. (1996). 《都留市史　通史編》. 株式会社きょうせい. 다음 글자 무시됨: ‘和書’ (도움말)
- 都留市史編纂委員会, 편집. (1988년 3월 31일). 《都留市史（資料編）都留郡村絵図・村明細帳・集》. 다음 글자 무시됨: ‘和書’ (도움말)